# Хэмилтон, Энтони (снукерист)
Э́нтони Хэ́милтон (англ. Anthony Hamilton) — английский профессиональный игрок в снукер.
Двукратный победитель турнира Strachan Challenge и двукратный финалист рейтинговых турниров. Победитель рейтингового турнира German Masters 2017 года. В финале ему удалось выиграть Али Картера 9:6.

## Карьера
Стал профессионалом в 1991 году. В 1994 выиграл два мини-рейтинговых турнира. В 2000 году вышел в 1/4 финала чемпионата мира, в 1999 — в финал British Open. На China Open 2002 Хэмилтон дошёл до финала и вёл в матче до 9 побед со счётом 8:5, однако его соперник, Марк Уильямс, вырвал победу у англичанина, 9:8. В том же году снова достиг четвертьфинала ЧМ, но проиграл будущему чемпиону Питеру Эбдону со счётом 6:13. На чемпионате мира 2004 года он повторил этот результат, в интересном матче уступив Ронни О'Салливану, 3:13. Тогда, после лидерства О’Салливана 2:0 Энтони двумя сенчури брейками сравнял счёт, однако затем побеждал преимущественно Ронни. В 2007 англичанин пока в последний раз вышел в 1/4 ЧМ. В 2020 году Хэмилтон вышел в 1/16 Чемпионата мира, но снялся с соревнования из-за боязни заболеть коронавирусом, так как на финальной стадии было разрешено наличие в зале зрителей. Энтони опасается за свое здоровье, так как у него астма.
В сезонах 2000/01 и 2006/07 годов Хэмилтон состоял в Топ-16. На начало сезона 2011/12 он находился на 36-м месте в рейтинге.

## Стиль игры
Несмотря на свой медленный и «вязкий» стиль игры с множеством отыгрышей и тактических осложнений, Хэмилтон очень хорошо умеет строить серии.

## Рекорды
На чемпионате мира 2004 года, в вышеописанном матче, Энтони Хэмилтон установил антирекорд, набрав за встречу всего 438 очков (наименьший показатель за всю историю четвертьфиналов ЧМ). На ЧМ-1999 англичанин, наоборот, стал игроком, набравшим наибольшее количество очков в рамках первого раунда первенства (1271 очко). На розыгрыше 1997 года Энтони установил другой рекорд, набрав 414 безответных очков в матче против Джона Пэррота. Это второй показатель после Джона Хиггинса, который установил свой рекорд в 2000 году против самого же Хэмилтона.
После долгих лет неудачных выступлений во втором десятилетии XXI столетия, Энтони уже выпал не только из топ-32, но даже из топ-64 игроков в рейтинге и по окончании сезона 2015—2016 не сумел гарантировать себе место в туре впервые с 1991 года. Тем не менее Энтони отстоял свое место выиграв несколько матчей квалификационной школы, а позже в сезоне Энтони показал свою лучшую игру в карьере на турнире German Masters. На пути к первому титулу в карьере он обыграл в квалификации Энтони МакГилла и Буньярита Кеттикуна с одинаковым счётом 5:3, а на самом турнире Марка Уильямса, Марка Селби, Барри Хокинса, Стюарта Бинэма и в финале Али Картера. Энтони стал самым возрастным чемпионом в игре с 1982 года, когда 50-летний Рэй Риардон выиграл свой последний профессиональный титул. Кроме того Энтони установил своеобразный рекорд вообще за всю историю снукера. Он стал самым возрастным игроком, сумевшим выиграть какой-либо рейтинговый титул в истории игры, а также самым возрастным игроком, который выиграл свой первый рейтинговый турнир.

## Достижения в карьере
- German Masters чемпион — 2017
- Чемпионат мира четвертьфинал — 2000, 2002, 2004, 2007
- China Open финалист — 2002
- British Open финалист — 1999
- Strachan Challenge чемпион — 1994 (дважды)
- Australian Masters (пригласительный) чемпион — 1995

## Финалы

### Рейтинговые турниры: 3 (1 победа, 2 финалист)
| Результат  | No. | Год  | Соревнование   | Соперник        | Счёт | Прим. |
| Финалист   | 1.  | 1999 | British Open   | Фергал О’Брайен | 7–9  | [ 7 ] |
| Финалист   | 2.  | 2002 | China Open     | Марк Уильямс    | 8–9  | [ 8 ] |
| Победитель | 1.  | 2017 | German Masters | Алистер Картер  | 9–6  | [ 9 ] |

### Низко-рейтинговые турниры: 1 (1 финалист)
| Результат | No. | Год  | Соревнование       | Соперник    | Счёт | Прим.  |
| Финалист  | 1.  | 2010 | Пол Хантер Классик | Джадд Трамп | 3–4  | [ 10 ] |

### Не рейтинговые турниры: 4 (4 победы)
| Результат  | No. | Год  | Соревнование                | Соперник   | Счёт | Прим.  |
| Победитель | 1.  | 1994 | Strachan Challenge – Этап 1 | Энди Хикс  | 9–4  | [ 11 ] |
| Победитель | 2.  | 1994 | Strachan Challenge – Этап 1 | Пол Дэвис  | 9–4  | [ 11 ] |
| Победитель | 3.  | 1995 | Australian Masters          | Крис Смолл | 8–6  | [ 12 ] |
| Победитель | 4.  | 1995 | Australian Open             | Крис Смолл | 9–7  | [ 12 ] |

### Любительские турниры: 1 (1 победа)
| Результат  | No. | Год  | Соревнование        | Соперник  | Счёт | Прим.  |
| Победитель | 1.  | 1990 | Pontins Autumn Open | Джо Свэйл | 5–1  | [ 13 ] |